# Wissensaktivierung
Mit dem Begriff der Wissensaktivierung – im weitesten Sinne als Aktivierung des Vorwissens zu verstehen – wird die Bewusst- und Verfügbarmachung bereits vorhandenen individuellen Wissens in einer Person bezeichnet, zu dem der aktive Zugriff aus diversen Gründen zuvor versperrt war. Im Mittelpunkt des Vorgangs stehen eine Identifizierung impliziten Wissens und dessen Überführung in stabiles explizites Wissen. Wissensaktivierung bedeutet darüber hinaus die Vernetzung des neu verfügbar gewordenen Wissens mit dem bereits vorhandenen nutzbaren Handlungswissen und die Bewusstmachung des damit verbundenen inneren Geschehens. In diesem Sinne kommt der Wissensaktivierung eine nicht vernachlässigbare Funktion bei Verstehens- und Lernprozessen zu.
Wissensaktivierung spielt beim „Textverstehen“ im Medien-unterstützten Fremdsprachenunterricht eine Rolle. Des Weiteren beim „Textverstehen“ und „Bewerten“ im Rahmen des literarischen Lesens ist der Begriff von Bedeutung.